# Kreuzweg zur Freiheit (Jáchymov)

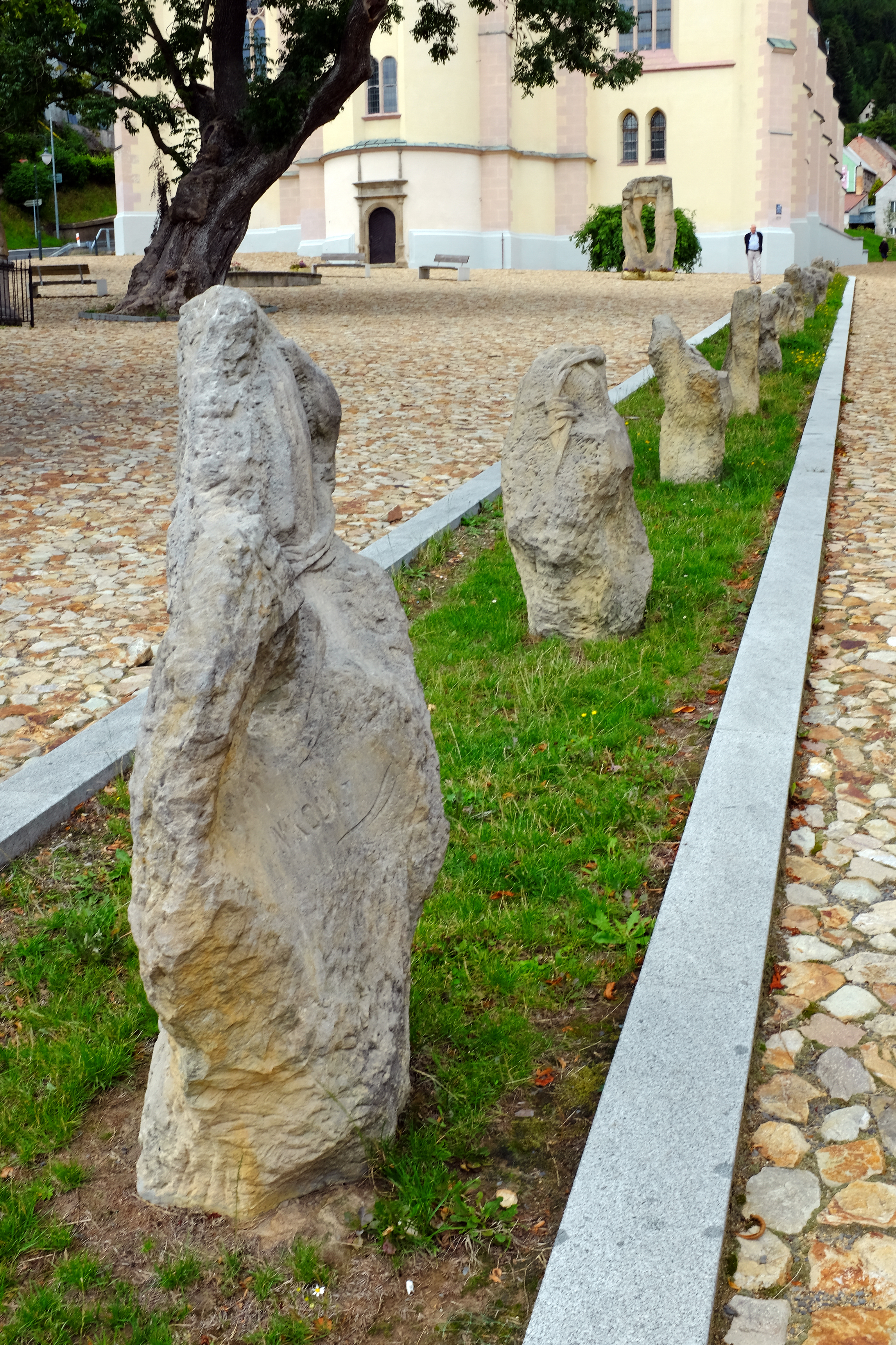
Gesamtansicht

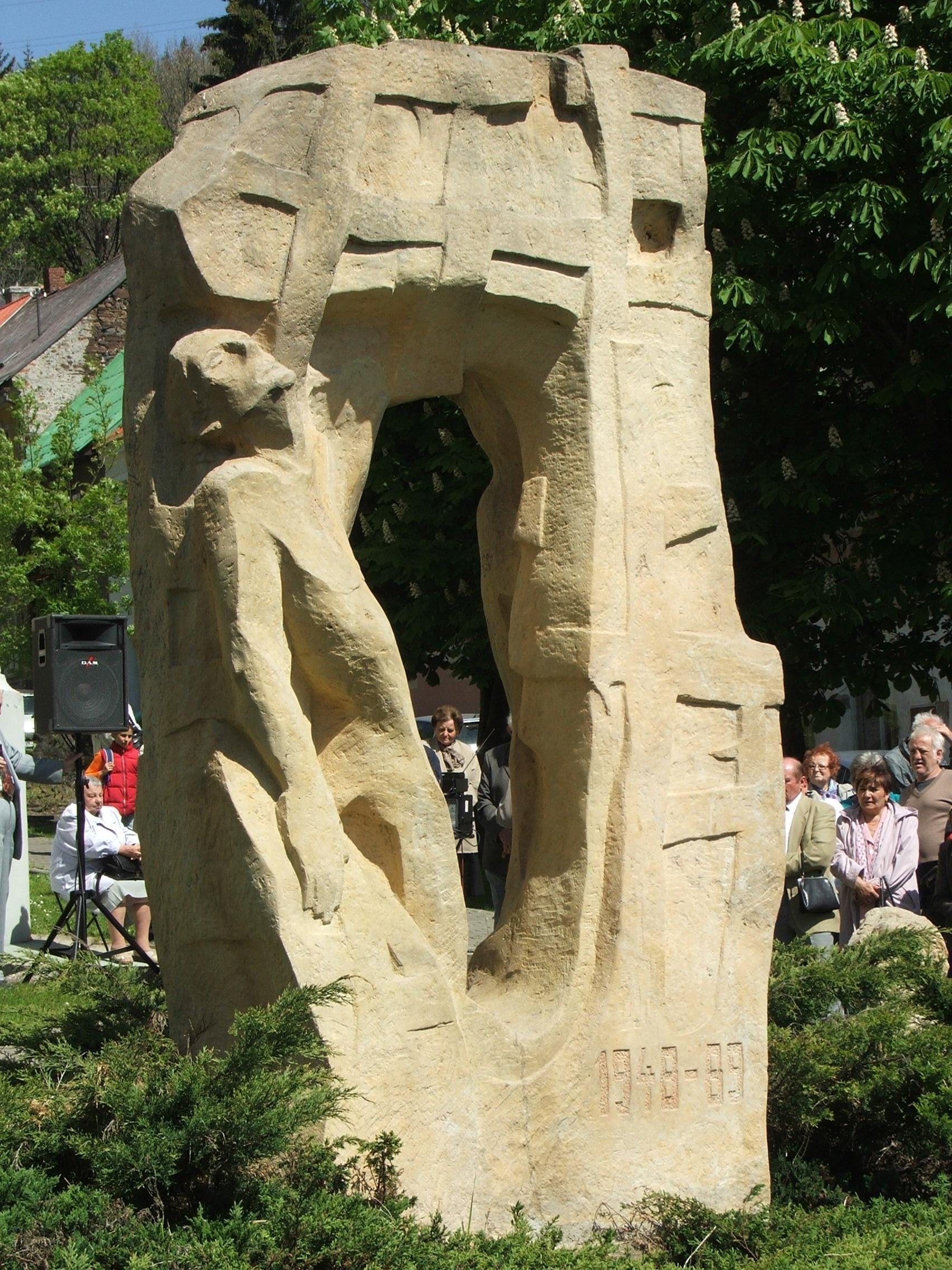
Tor der Freiheit

Der Kreuzweg zur Freiheit in Jáchymov vor der Kirche St. Joachim und St. Anna wurde vom Bildhauer Roman Podraszek geschaffen zur Erinnerung an politische Gefangene, die während des kommunistischen Regimes in der Tschechoslowakei zum Abbau von Uran in Jáchymov, Horní Slavkov und Příbram eingesetzt wurden. Luboš Hruška hatte noch unter dem kommunistischen Regime einen Kreuzweg für die Opfer geschaffen, der heute im Meditationsgarten in Pilsen zu finden ist.
Auf Initiative der Konföderation politischer Gefangener wurde diese Gedenkstätte eingerichtet. Sie besteht aus 15 Steinen, die für die ehemaligen Gefangenenlager stehen: Barbora (Dornen), Bratrství (Maschendraht), Eliáš (Gitter), L-Elko [Vykmanov II] (Geldbörse des Judas), Mariánská (Rosen), Nikolaj (gefesselte Hände), Rovnost (Weihnachtsglocke), Svornost (Quelle und Tränen), Vykmanov [I] (Stacheldraht), Ležnice (Blumen), Prokop (Seil), Svatopluk (Kette), 12 [XII] (Kerze), Příbram: Bytíz (Kugel mit Kette), Vojna (Lindenzweig). Den Abschluss bildet der große Stein „Tor der Freiheit“. Jedes Jahr findet am letzten Samstag im Mai an diesem Kreuzweg ein Gedenkakt für die Opfer des tschechischen Gulags statt. Das Denkmal wurde am 25. Mai 1996 eingeweiht.
In der Gegend zwischen Jáchymov und Horní Slavkov wurden zwischen 1949 und 1953 18 Straflager eingerichtet. 1961 waren ca. 65.000 zum Uran-Abbau verpflichtet. Sie wurden zum Uran-Abbau gezwungen, der hier bis 1964 erfolgte. In weniger als 15 Jahren wurde so 7.940 Tonnen Uran abgebaut und über 1.000 km Stollen getrieben. Insgesamt durchliefen die Lager rund 100.000 politische Häftlinge und über 250.000 Zwangsverpflichtete. Vermutlich ist etwa Hälfte von ihnen während der Zwangsarbeit verstorben. Am Kreuzweg beginnt der Jáchymov-Höllen-Lehrpfad, der unter anderem zur Grube Einigkeit führt.